# Ptolemaios sats

Ptolemaios sats är en sats inom euklidisk geometri om sambandet mellan de fyra sidorna och de två diagonalerna i en cyklisk fyrhörning (en fyrhörning som kan inskrivas i en cirkel). Satsen är uppkallad efter den grekiske astronomen och matematikern Klaudios Ptolemaios som beskrev den i Almagest bok 1, kapitel 10. Ptolemaios utnyttjade satsen för att beräkna kordor till en tabell som han använde i sitt astronomiska arbete. Satsen säger:
Om en fyrhörning är cyklisk så är produkten av diagonalernas längder lika med summan av produkterna av de motstående sidornas längder. För den cykliska fyrhörningen {\displaystyle ABCD} (se figur till höger) gäller alltså:
{\displaystyle |{\overline {AC}}|\cdot |{\overline {BD}}|=|{\overline {AB}}|\cdot |{\overline {CD}}|+|{\overline {BC}}|\cdot |{\overline {AD}}|.}
Omvändningen till satsen gäller också:
Om produkten av en fyrhörnings diagonaler är lika med summan av produkterna av de motstående sidorna, så är fyrhörningen cyklisk.

## Bevis

Figur 1, 2 och 3.

Ptolemaios sats kan bevisas på flera olika sätt.

### Bevis med likformiga trianglar (Ptolemaios metod)
Vi har en cyklisk fyrhörning {\displaystyle ABCD}. I en sådan är vinkeln mellan en sida och en diagonal lika med vinkeln mellan den motstående sidan och den andra diagonalen. Alltså är {\displaystyle \angle BAC=\angle BDC} (blå) och  {\displaystyle \angle ADB=\angle ACB} (grön) i figur 1. Välj punkten {\displaystyle K} på {\displaystyle {\overline {AC}}} så att {\displaystyle \angle CBD=\angle ABK} (orange). Eftersom {\displaystyle \angle ABK+\angle CBK=\angle CBA=\angle CBD+\angle ABD=\angle ABK+\angle ABD} så är {\displaystyle \angle CBK=\angle ABD}. Vi har nu två par av likformiga trianglar: dels {\displaystyle \triangle ABK} och {\displaystyle \triangle BCD} (figur 2) och dels {\displaystyle \triangle ABD} och {\displaystyle \triangle BCK} (figur 3). Eftersom trianglarna är likformiga får vi ur figur 2 att
{\displaystyle {\frac {|{\overline {AK}}|}{|{\overline {AB}}|}}={\frac {|{\overline {CD}}|}{|{\overline {BD}}|}}\quad \Leftrightarrow \quad |{\overline {AK}}|\cdot |{\overline {BD}}|=|{\overline {CD}}|\cdot |{\overline {AB}}|}
och ur figur 3 får vi på samma sätt att 
{\displaystyle |{\overline {CK}}|\cdot |{\overline {BD}}|=|{\overline {AD}}|\cdot |{\overline {BC}}|.}
Genom att addera dessa två uttryck får vi 
{\displaystyle |{\overline {AK}}|\cdot |{\overline {BD}}|+|{\overline {CK}}|\cdot |{\overline {BD}}|=|{\overline {CD}}|\cdot |{\overline {AB}}|+|{\overline {AD}}|\cdot |{\overline {BC}}|\quad \Leftrightarrow }
{\displaystyle (|{\overline {AK}}|+|{\overline {CK}}|)\cdot |{\overline {BD}}|=|{\overline {CD}}|\cdot |{\overline {AB}}|+|{\overline {AD}}|\cdot |{\overline {BC}}|.}
Men {\displaystyle |{\overline {AK}}|+|{\overline {CK}}|=|{\overline {AC}}|}, vilket ger
{\displaystyle |{\overline {AC}}|\cdot |{\overline {BD}}|=|{\overline {AB}}|\cdot |{\overline {CD}}|+|{\overline {BC}}|\cdot |{\overline {AD}}|.}

### Ett trigonometriskt bevis

Beteckningarna a, b, c, d på sidorna kan förvirra så bortse från dem. (Vinkeln α är den till b motstående vinkeln i O.)

Om vi med {\displaystyle O} avser den omskrivna cirkelns medelpunkt, med {\displaystyle R} dess radie och med {\displaystyle 2\alpha }, {\displaystyle 2\beta } och {\displaystyle 2\gamma } avser de tre vinklarna {\displaystyle \angle AOB}, {\displaystyle \angle BOC} respektive {\displaystyle \angle COD} i figuren till höger ser vi att:
{\displaystyle |AB|=2R\sin \alpha },
{\displaystyle |BC|=2R\sin \beta },
{\displaystyle |CD|=2R\sin \gamma },
{\displaystyle |AD|=2R\sin(\alpha +\beta +\gamma )},
{\displaystyle |AC|=2R\sin(\alpha +\beta )} och
{\displaystyle |BD|=2R\sin(\beta +\gamma ).}
Formeln i satsen kan alltså, efter att vi förkortat bort {\displaystyle 4R^{2}}, skrivas som:
{\displaystyle \sin(\alpha +\beta )\sin(\beta +\gamma )=\sin \alpha \sin \gamma +\sin \beta \sin(\alpha +\beta +\gamma )}
Genom att använda additionsformlerna {\displaystyle \sin(x+y)=\sin {x}\cos y+\cos x\sin y} och {\displaystyle \cos(x+y)=\cos x\cos y-\sin x\sin y} samt trigonometriska ettan i formen {\displaystyle \sin ^{2}\beta =1-\cos ^{2}\beta } fås att båda sidor är lika med
{\displaystyle \sin \alpha \sin \beta \cos \beta \cos \gamma +\sin \alpha \cos ^{2}\beta \sin \gamma +\cos \alpha \sin ^{2}\beta \cos \gamma +\cos \alpha \sin \beta \cos \beta \sin \gamma }
och satsen är därmed bevisad.